# 2835 Ryoma
2835 Ryoma è un asteroide della fascia principale. Scoperto nel 1982, presenta un'orbita caratterizzata da un semiasse maggiore pari a 2,7453154 UA e da un'eccentricità di 0,0796086, inclinata di 1,33248° rispetto all'eclittica.
Dal 28 marzo al 26 maggio 1983, quando 2864 Soderblom ricevette la denominazione ufficiale, è stato l'asteroide denominato con il più alto numero ordinale. Prima della sua denominazione, il primato era di 2779 Mary.
L'asteroide è dedicato al samurai giapponese Sakamoto Ryōma.